# Stemloze postalveolaire affricaat
De stemloze postalveolaire affricaat is een medeklinker die in het Internationaal Fonetisch Alfabet aangeduid wordt met t͡ʃ en in X-SAMPA met [tS]. 
Historisch gezien is de klank vaak afgeleid van een voormalige stemloze velaire plosief of een stemloze dentale plosief. 

## Kenmerken
- De manier van articulatie is sibilant-affricaat, wat wil zeggen dat de klank geproduceerd wordt door de luchtstroom eerst geheel te blokkeren, en vervolgens door een groef in de tong over de scherpe kant van de tanden te blazen, waardoor turbulentie ontstaat.
- Het articulatiepunt is palato-alveolair, dat is gewelfd postalveolaar. Dat wil zeggen dat de klank uitgesproken wordt met het voorste deel van de tong achter het tandvlees, en het achterste gedeelte van de tong gewelfd (bijna) tegen het verhemelte.
- Het type articulatie is stemloos, wat wil zeggen dat de stembanden niet meetrillen bij het articuleren van de klank.
- Het is een orale medeklinker, wat wil zeggen dat de lucht door de mond naar buiten stroomt.
- Het is een centrale medeklinker, wat wil zeggen dat de lucht over het midden van de tong stroomt, in plaats van langs de zijkanten.
- Het luchtstroommechanisme is pulmonisch-egressief, wat wil zeggen dat lucht uit de longen gestuwd wordt, in plaats van uit de glottis of de mond.

Deze pagina bevat fonetische informatie in het IPA, die in sommige browsers mogelijk niet correct wordt weergegeven.
Waar symbolen in paren voorkomen, vertegenwoordigt het rechter teken een stemhebbende medeklinker. Gearceerde gebieden bevatten medeklinkers die worden beschouwd als onuitspreekbaar.
Zie ook: IPA, Klinkers